# Bordenii Mari, Prahova
Bordenii Mari este un sat în comuna Scorțeni din județul Prahova, Muntenia, România. Se află în partea de vest a județului, în Subcarpații de Curbură.
Așezarea este atestată documentar din anul 1595.